# Shōchū

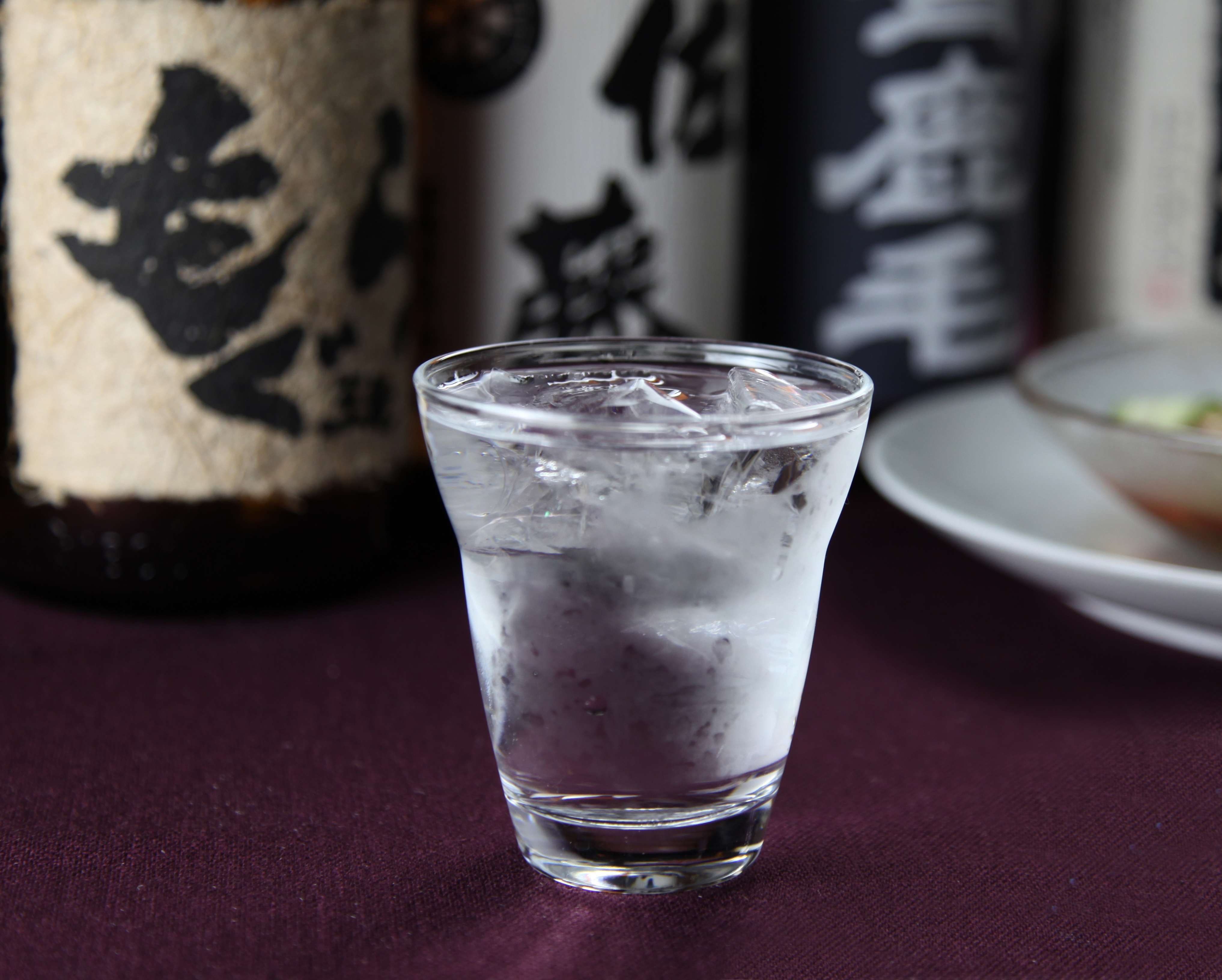
Un vaso de shōchū.

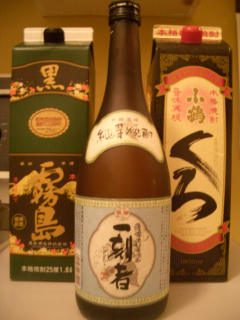
Una botella y dos cajas de shōchū.

El shōchū (焼酎?) es una bebida alcohólica de Japón, comúnmente destilada de cebada, boniato o arroz. Típicamente posee una graduación alcohólica del 25%, lo que lo hace más débil que el whisky (40 al 60%) y más fuerte que el vino (4 al 15%) y el sake (14 al 20%).
El Shōchū es producido en todas partes de Japón pero la isla de Kyūshū se considera su cuna.

## Historia

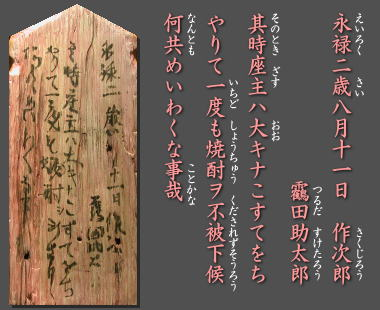
Shōchū grabado en el santuario Kōriyama Hachiman. A la derecha se muestra una versión más legible de japonés. Está firmado por dos carpinteros y fechado 11 de agosto del segundo año del periodo Eiroku, i.e. 1559.

Se desconoce el origen exacto del shōchū.  Originalmente, el alcohol con la gradación del shōchū fue llamado araki (arak) o en Japón rambiki (alembic); arak es el término genérico para una variedad de bebidas alcohólicas por todo el oriente medio.  El shōchū probablemente llegó por primera vez a Kyūshū y a Ryūkyū (Okinawa) desde Tailandia, o a la isla Iki desde Corea[cita requerida] que lo adoptó de los Mongoles, quienes a su vez aprendieron el proceso de destilación de Persia. La bebida alcohólica de Okinawa conocida como Awamori.
Según lo que se puede inferir de los datos históricos japoneses, parece que el shōchū lleva elaborándose al menos desde el siglo XVI.  Por ejemplo, cuando el misionero Francisco Javier visitó la Prefectura de Kagoshima en 1549, notó que "los japoneses beben arak hecho de arroz [...] pero no he visto a ningún borracho.  Eso es porque se acuestan y se duermen inmediatamente después de emborracharse."
Después, en el santuario Kōriyama Hachiman en Ōkuchi, Kagoshima se encuentra la referencia directa más antigua al shōchū en Japón.  Allí, dos carpinteros que trabajaban el santuario en 1559 grabaron la siguiente inscripción en una tabla en el techo: "El sacerdote fue tan tacaño que ni siquiera una vez nos dio shōchū a beber.  ¡Qué fastidio!"
Desde esos primeros tiempos hasta el período Edo se elaboraba en todo Japón de manera tradicional kasutori con una única pasada de destilación.  En el período Meiji se importó maquinaria para destilación múltiple de Gran Bretaña, haciendo posible la producción en masa barata de shōchū de alta pureza durante un tiempo en el que había escasez permanente de arroz.  Originalmente el shōchū hecho a la manera tradicional fue llamado "shōchū al estilo antiguo" y en el shōchū producido con la nueva maquinaria de destilación múltiple fue llamado "shōchū al estilo nuevo."